# C26H28O14
化学式C26H28O14（摩尔质量564.49 g/mol）可能指：
- 芹菜苷，CAS号：26544-34-3
- 檄树素苷（英语：Morindin），CAS号：60450-21-7

|  | 这个同类索引页列出了具有相同分子式的化学物（即同分異構體）条目。 除非您是有意链接至本页，否则应将相应条目的内部链接指向正确的条目。 |